# Kaze no Stigma
Kaze no Stigma (風の聖痕) là truyện ngắn của tác giả Yamato Takahiro, tranh do Nanto Hanamaru minh họa. Tác phẩm đã được chuyển thể thành anime bởi hãng GONZO, và cũng xuất bản manga nữa.

## Nội dung
Kazuma sinh ra trong một gia đình pháp sư chuyên về phép thuật lửa có danh tiếng lâu đời ở Nhật Bản. Tuy là con trai lớn của nhánh trưởng của tộc Kannagi, Kazuma không có năng khiếu về phép thuật lửa. Cậu bị người trong tộc chê cười và cuối cùng bị chính cha cậu đuổi đi. Mẹ của Kazuma chỉ cho cậu một thẻ tín dụng mà không nói lời nào. Vài năm sau đó, Kazuma quay trở lại với cái tên mới: Yagami Kazuma (đã bỏ họ Kannagi), và anh đã trở thành một pháp sư mạnh mẽ chuyên sử dụng phép thuật gió. Cùng lúc đó, nhiều thành viên của tộc Kannagi bị giết bởi phép thuật gió, và mọi nghi ngờ đổ dồn về Kazuma. Kannagi Ayano, con gái trưởng của tộc và là người thừa kế thanh kiếm gia truyền Enraiha, quyết tâm tiêu diệt Kazuma.

## Nhân vật

### Ayano
- Tên: Kannagi Ayano
- Seiyuu: Fujimura Ayumi
- Tuổi: 18?
- Màu tóc: Đỏ
- Yếu tố: Lửa
- Tiểu sử:

### Kazuma
- Tên: Yagami Kazuma
- Seiyuu: Ono Daisuke
- Tuổi: 22
- Màu tóc: Nâu
- Yếu tố: Gió
- Tiểu sử:

### Ren
- Tên: Kannagi Ren
- Seiyuu: Morinaga Rika
- Tuổi: 12
- Màu tóc: Vàng
- Yếu tố: Lửa
- Tiểu sử:

### Thám tử Tachibana
- Tên: Tachibana Kirika
- Seiyuu: Ohara Sayaka
- Tuổi: Khoảng 25?
- Màu tóc: Vàng hoe
- Yếu tố: Âm dương
- Tiểu sử:

## Tập phim
1. "Kaze no Kaeru" (風の帰還) Kazuma trở về.
2. "Kako to no Taiketsu" (過去との対決)
3. "Kannagi Sōke" (神凪宗家)
4. "Keiyakusha" (契約者)
5. "Mayoi wo Suteta Mono" (迷いを捨てた者)
6. "Chikara no Daishō" (力の代償)
7. "Tamashii no Nedan" (魂の値段)
8. "Ayano-chan no Sainan" (綾乃ちゃんの災難)
9. "Genka no Deai" (月下の出会い)
10. "Mamoru Beki Hito" (護るべき人)
11. "Sorezore no Ketsui" (それぞれの決意)
12. "Gekka no Kokuhaku" (月下の告白)
13. "Yūen Chi Ni Iko U!" (遊園地に行こう!)
14. "Ayano-chan no Saranaru Sainan" (綾乃ちゃんの更なる災難)
15. "Katherine Returns" (キャサリン・リターンズ)
16. "Chichi To Koto" (父と子と)
17. "Mahoutsukai no Taoshi Kata" (魔法使いの倒し)
18. "Tokyo RPG" (東京RPG)
19. "Pandemoniumu" (パンデモニウム)
20. "Suishoku no Zan Kage" (翠色の残影)
21. "Kyōran no Kazejutsushi" (狂乱の風術)
22. "Ketsui to Shunjun to" (決意と逡巡と)
23. "Beni En" (紅炎)
24. "Kaze no mamorishi mono" (風の護りしもの)